# زهرة الدم الأفاسية
زهرة الدم الأفاسية (الاسم العلمي: Haemanthus avasmontanus) هي نوع من النباتات تتبع جنس زهرة الدم من فصيلة النرجسية. تم وصف هذا النوع من النبات علمياً لأول مرة من قبل موريتز كورت دنتر سنة 1923.